# Caetanópolis
Caetanópolis é um município brasileiro do estado de Minas Gerais. De acordo com o censo realizado em 2022 sua população era de 11 435 habitantes. 

## História
O povoamento de Caetanópolis iniciou-se no século XVIII, com a instalação de fazendas de criação de gado na região localizada nas margens do córrego do Cedro, que durante muitos anos foi o nome do povoado.
Na década de 1870, os irmãos Bernardo, Caetano e Antônio Cândido Mascarenhas inauguram ali, com 18 teares importados dos Estados Unidos, uma fábrica de tecidos (que em alguns anos viria a se chamar Cia. Cedro e Cachoeira, até hoje existente), a primeira do Estado de Minas Gerais e a segunda do Brasil. Com a instalação da fábrica, os operários passaram a habitar nos arredores, formando, efetivamente, uma vila na região, distante poucos quilômetros da cidade vizinha de Paraopeba. A vila se tornou distrito de Paraopeba, e passou a se chamar Cedro.
A emancipação do Município ocorreu em 1954, por iniciativa de Padre Chaves, Antônio Joaquim Mascarenhas (que foi seu primeiro prefeito) e autoridades locais. Com a emancipação político-administrativa, a cidade teve o nome mudado para Caetanópolis, em homenagem a Cel. Caetano Mascarenhas, um dos fundadores da fábrica de tecidos, e o antigo proprietário do terreno que hoje constitui a cidade.

## Geografia

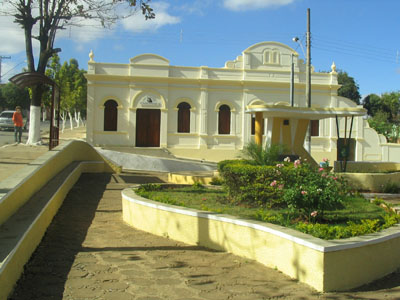
A Casa de Cultura em Caetanópolis.

Caetanópolis está situada a 100 km de Belo Horizonte pela BR-040 em direção a Brasília. O município ocupa uma área de 156,25 km², tendo como vizinhos os municípios de Paraopeba e Sete Lagoas. As principais atividades econômicas do município são: indústria têxtil, extração e beneficiamento de pedra ardósia, agricultura e pecuária.

## Turismo
Os principais pontos turísticos do município são o Memorial Clara Nunes, inaugurado em 2.012; a Igreja Matriz de Santo Antônio,  um dos maiores templos dedicados ao santo no Estado de Minas Gerais, e o Museu da Indústria Têxtil, localizado nas dependências da centenária fábrica de tecidos.

### Clara Nunes
Em agosto de 2.006 a Prefeitura Municipal de Caetanópolis lançou o 1º Festival Cultural Clara Nunes, com o objetivo de desenvolver a cultura no município e região, bem como resgatar a obra fonográfica da cantora. O Festival Cultural Clara Nunes faz parte dos eventos culturais da cidade e todo ano é realizado no mês de agosto, mês de nascimento de Clara Nunes. Em 4 de agosto de 2.007, na abertura do 2º Festival Cultural Clara Nunes, a Prefeitura Municipal de Caetanópolis inaugurou a Casa de Cultura Clara Nunes, onde havia sido o cinema da cidade e onde Clara se apresentou pela primeira vez. Administrada pela Secretaria Municipal de Cultura, é o local onde se realizam oficinas de dança, música, pintura e teatro, oferecidas gratuitamente à população.
Em agosto de 2.012 foi inaugurado na cidade o Memorial Clara Nunes, que abriga um rico acervo com mais de 7.000 peças, catalogadas por uma equipe de historiadores da Universidade Federal de São João del Rei e do Centro de Ensino Superior de Conselheiro Lafaiete - CEL-CL. Os objetos foram cuidadosamente guardados pela irmã mais velha e madrinha da cantora, Maria Gonçalves da Silva, conhecida como dona Mariquita. Muitos deles foram doados pelo marido de Clara, Paulo César Pinheiro: fotografias, matérias de jornais e revistas, documentos pessoais, discos de ouro, santos, colares, vestidos, sapatos, bolsas, objetos de decoração. O Memorial é administrado pelo Instituto Clara Nunes - ICN, fundado em 19 de maio de 2.005, estabelecido na Rua Fernando Lima, 250, Centro. Há também a Creche Clara Nunes e o Artesanato Ponto de Luz, que produz tapetes, cuja venda ajuda na manutenção da Creche.

### Museu da Indústria Têxtil

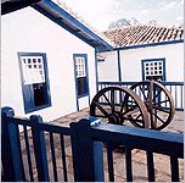
Museu do Cedro.

O Museu Têxtil Décio Mascarenhas, mantido pela Cedro (uma das pioneiras da indústria têxtil brasileira),  funciona desde 1983 com um acervo de mais de 1.000 peças. É o mais completo museu têxtil do país.
Referência para estudantes, historiadores, estudiosos e empresários do setor, além da comunidade local, o espaço recebe aproximadamente 1.500 visitantes por ano, cumprindo o papel de preservar e perpetuar a história da indústria têxtil nacional.

### Festas e eventos
- Festival Cultural Clara Nunes - 1a. quinzena de agosto
- Encontro Folclórico de Folias de Reis e Pastorinhas
- Festa de N. Sra. das Graças - 26 de novembro
- Festa de Santo Antônio - Centro - 13 de Junho
- Feira de Arte, artesanato e comidas típicas - todos os domingos
- Folia de Reis, Congada e Pastorinhas
- Carnaval de rua
- Festa de São Sebastião - Bairro Cedrolândia - 20 de Janeiro
- Festa de São Vicente de Paulo -  Centro -  3º final de semana de Maio
- Festa de N. Sra. Aparecida - Bairro das Acácias - 12 de Outubro
- Festa de São Francisco - Bairro Mangueiras - 4 de Outubro
- Festa de São Judas Tadeu -  Bairro Santo Antônio - 28 de Outubro
- Festa da Imaculada Conceição (Igreja Matriz) - 8 de Dezembro

## Galeria

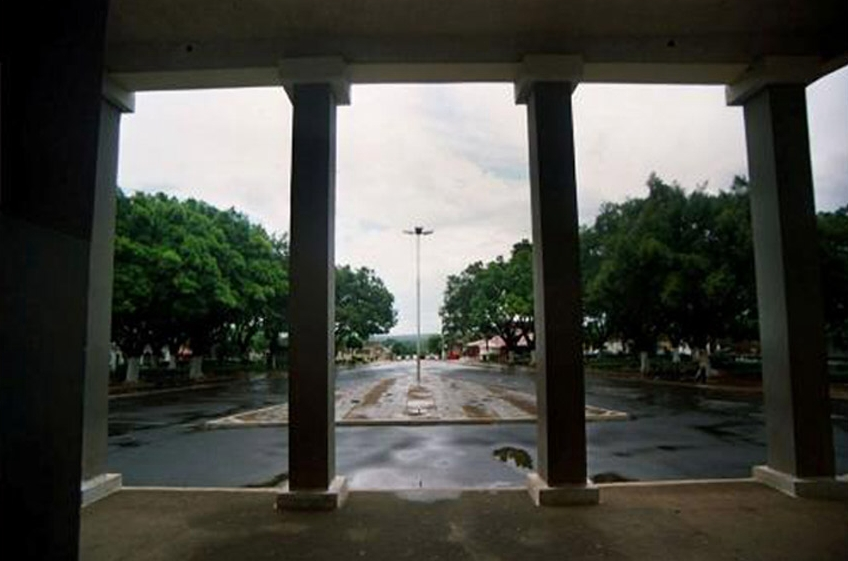
Caetanópolis
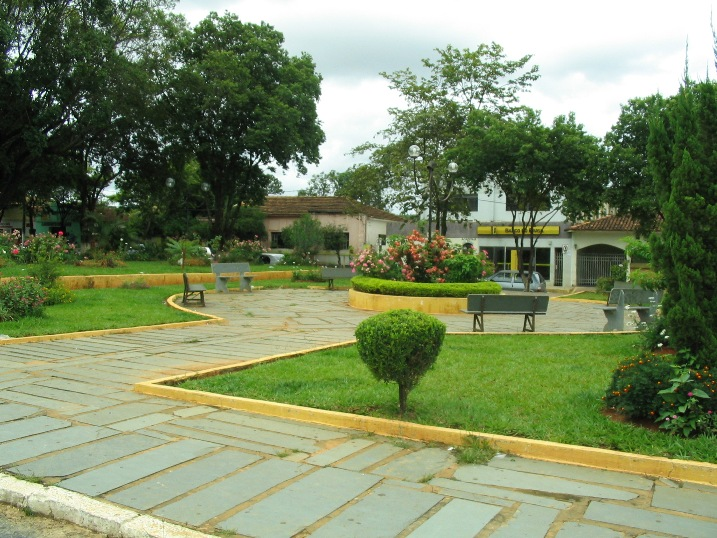
Praça Antonino Pinto Mascarenhas - 2012
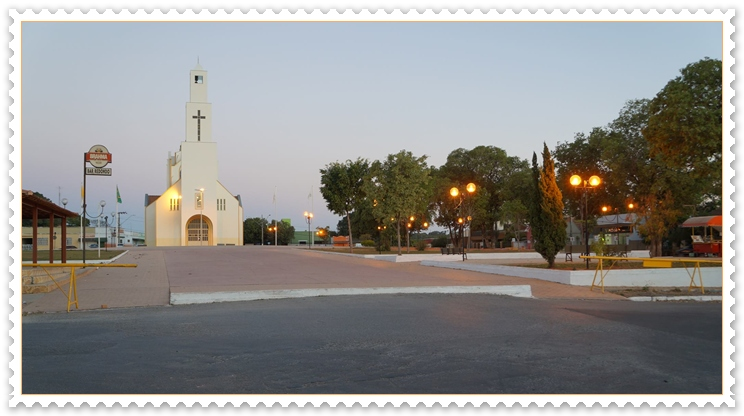
Praça Antonino Pinto Mascarenhas, out 2013
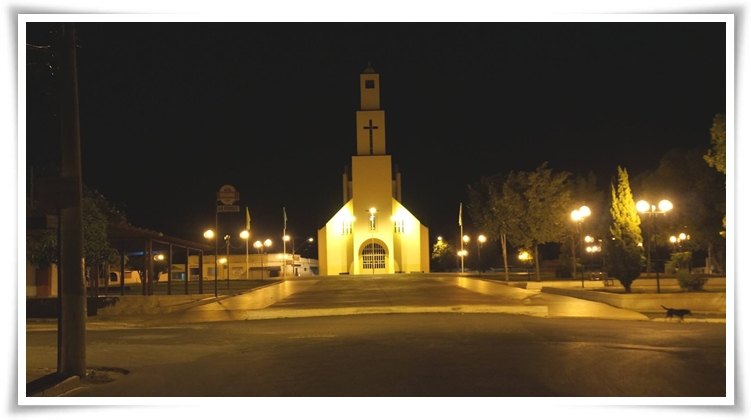
Praça Antonino Pinto Mascarenhas, dez 2013